# Старе Ольшини
Старе Ольшини (пол. Stare Olszyny) — село в Польщі, у гміні Залуський Плонського повіту Мазовецького воєводства.
Населення — 159 осіб (2011).
У 1975-1998 роках село належало до Цехановського воєводства.

## Демографія
Демографічна структура станом на 31 березня 2011 року:
|          | Загалом | Допрацездатний вік | Працездатний вік | Постпрацездатний вік |
| -------- | ------- | ------------------ | ---------------- | -------------------- |
| Чоловіки | 80      | 17                 | 53               | 10                   |
| Жінки    | 79      | 16                 | 44               | 19                   |
| Разом    | 159     | 33                 | 97               | 29                   |